# 安仕年
安仕年（丹麥語：Nils Smedegaard Andersen, 1958年7月8日—）是一位丹麦企业家，马士基前首席执行官。

## 生平
1958年出生在丹麦奥胡斯，父亲是一名律师。他1982年毕业于奥胡斯大学经济学硕士学位，毕业后为丹麦一家制糖厂工作，1983年开始为嘉士伯工作。之后先后在西班牙、德国和瑞士工作。1999年担任嘉士伯首席财务官，2001年担任嘉士伯董事长和首席执行官。2005年成为马士基董事会成员，2007年11月开始担任马士基首席执行官。由于次贷危机引发的全球金融动荡使得马士基亏损严重。安仕年不得不大动干戈，对公司进行架构重组、业务重组和大量裁员。2011年12月被诊断出心脏疾病，和儿子在瑞士养病，随后做了心脏瓣膜手术，于2012年5月7日才重返工作。缺席期间，首席执行官任务由董事长Michael Pram Rasmussen接替。2016年6月23日被马士基董事会免职，由施索仁担任马士基新一任首席执行官。

## 家庭
安仕年和妻子Kirsten Andersen还有三个孩子住在哥本哈根北郊。